# Ole Gunnar Solskjær
Ole Gunnar Solskjær (pronunciación en noruego: /ˈûːlə ˈɡʉ̂nːɑr ˈsûːlʂæːr/ (escucharⓘ); Kristiansund, Noruega, 26 de febrero de 1973) es un exfutbolista noruego, que se desempeña cómo director técnico. Actualmente dirige al Beşiktaş de la SüperLig de Turquía.
Solskjær es más conocido por su carrera con el Manchester United, con el cual logró anotar más de 100 goles en competiciones oficiales, pese a no haber sido titular durante gran parte de su tiempo allí. Su habilidad para anotar goles, en muchos casos en momentos críticos, lo llevaron a ser apodado como el "asesino con cara de niño" en Inglaterra. Solskjær se retiró del fútbol profesional en 2007 luego de una sufrir una serie de lesiones entre 2005 y 2006, y trabajó como entrenador de las divisiones inferiores del club hasta 2010. En 2010, Solskjær dejó el Manchester United y fue contratado por el club que lo vio nacer en Noruega, el Molde, para hacerse cargo del primer equipo. En su segunda temporada con el club en 2011, Solskjær llevó al Molde a su primer título en la historia del fútbol noruego.

## Trayectoria

### Como jugador
Clausenengen / Molde

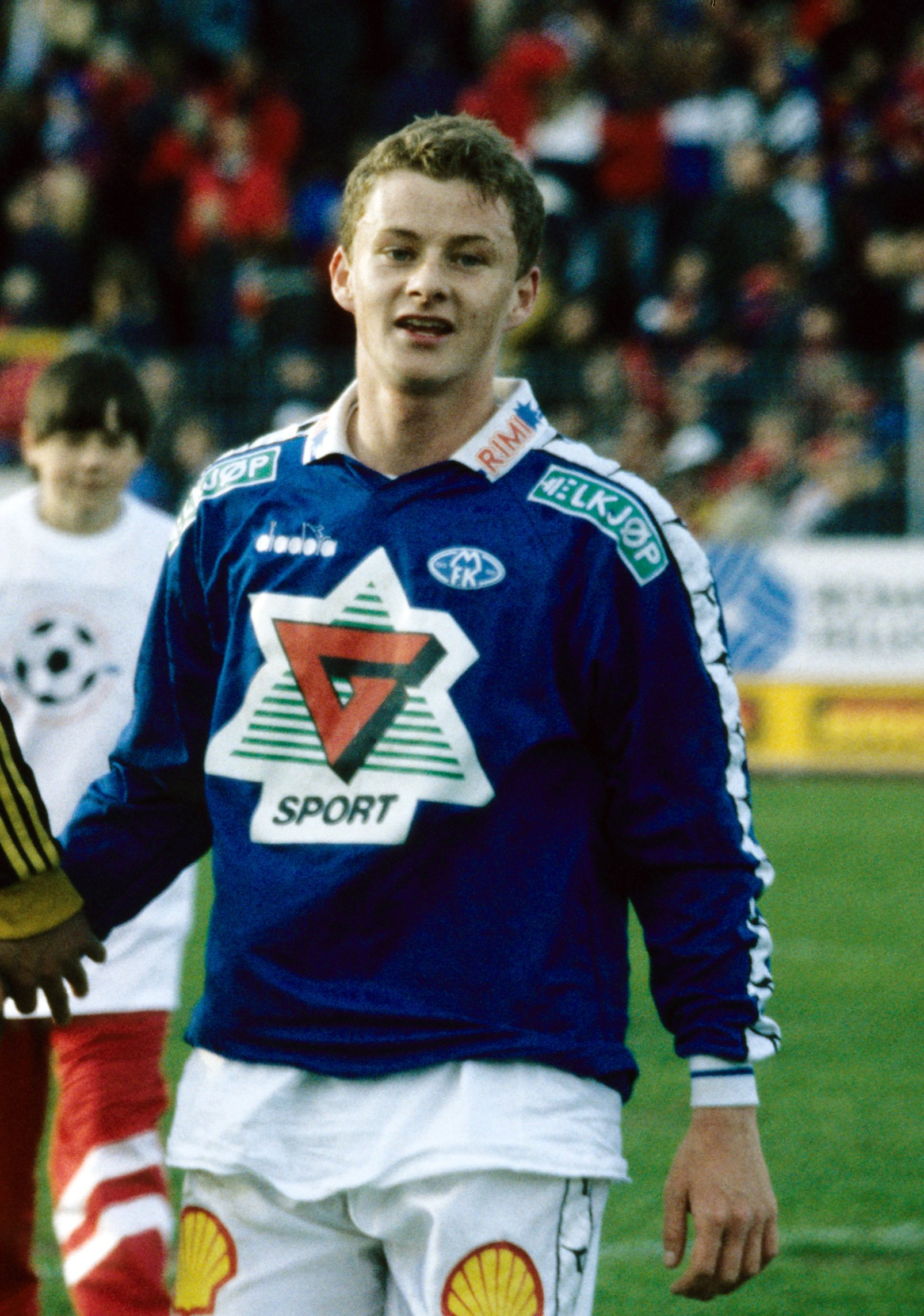
Solskjær jugando para el Molde FK.

Comenzó su carrera en la tercera división noruega, jugando para el Clausenengen, para después fichar en el año 1994 por el Molde.
Manchester United
En 1996 fue contratado por el Manchester United, teniéndolo como suplente de oro.
En su primera temporada en el United hizo 18 goles. Una de sus hazañas más recordadas fue el haber marcado 4 goles en un partido. Lo hizo en la victoria frente al Nottingham Forest FC (8-1). Tras las lesiones de David Beckham pudo estar en el equipo titular.
Aunque no era titular en el equipo inglés tenía una capacidad goleadora muy grande y Alex Ferguson lo utilizaba para momentos de angustia, especialmente para dar la vuelta al marcador cuando estaban perdiendo. El caso más famoso es en la final de la Liga de Campeones de 1999 cuando el Manchester perdía 1-0 frente al Bayern de Múnich, y siendo Andy Cole y Dwight Yorke los delanteros titulares, Ferguson hizo entrar a él y a Teddy Sheringham que dieron la vuelta al marcador obteniendo la copa, siendo una de las finales más recordadas de la competición.
En la temporada 2003/04 tras la llegada de Louis Saha, tuvo que volver a ser suplente, y una grave lesión lo dejó fuera de toda la temporada 2004/05. Su regreso al equipo fue para la Liga de Campeones 2006/07, marcando un gol a los pocos minutos de haber ingresado frente al Celtic FC.
Las constantes lesiones en la rodilla le hicieron retirarse en 2007, tras conseguir una cifra de 126 goles en 366 apariciones con el conjunto inglés.

### Como entrenador
Manchester United / Molde / Cardiff City
Desde 2008 trabaja para el Manchester United como entrenador de las divisiones inferiores.
En 2010, firma como entrenador del Molde y, en sólo un año, consigue el primer título de Liga Noruega de su historia. Al año siguiente repite éxito, cosechando su segundo título consecutivo, y en 2013 obtiene la Copa de Noruega.

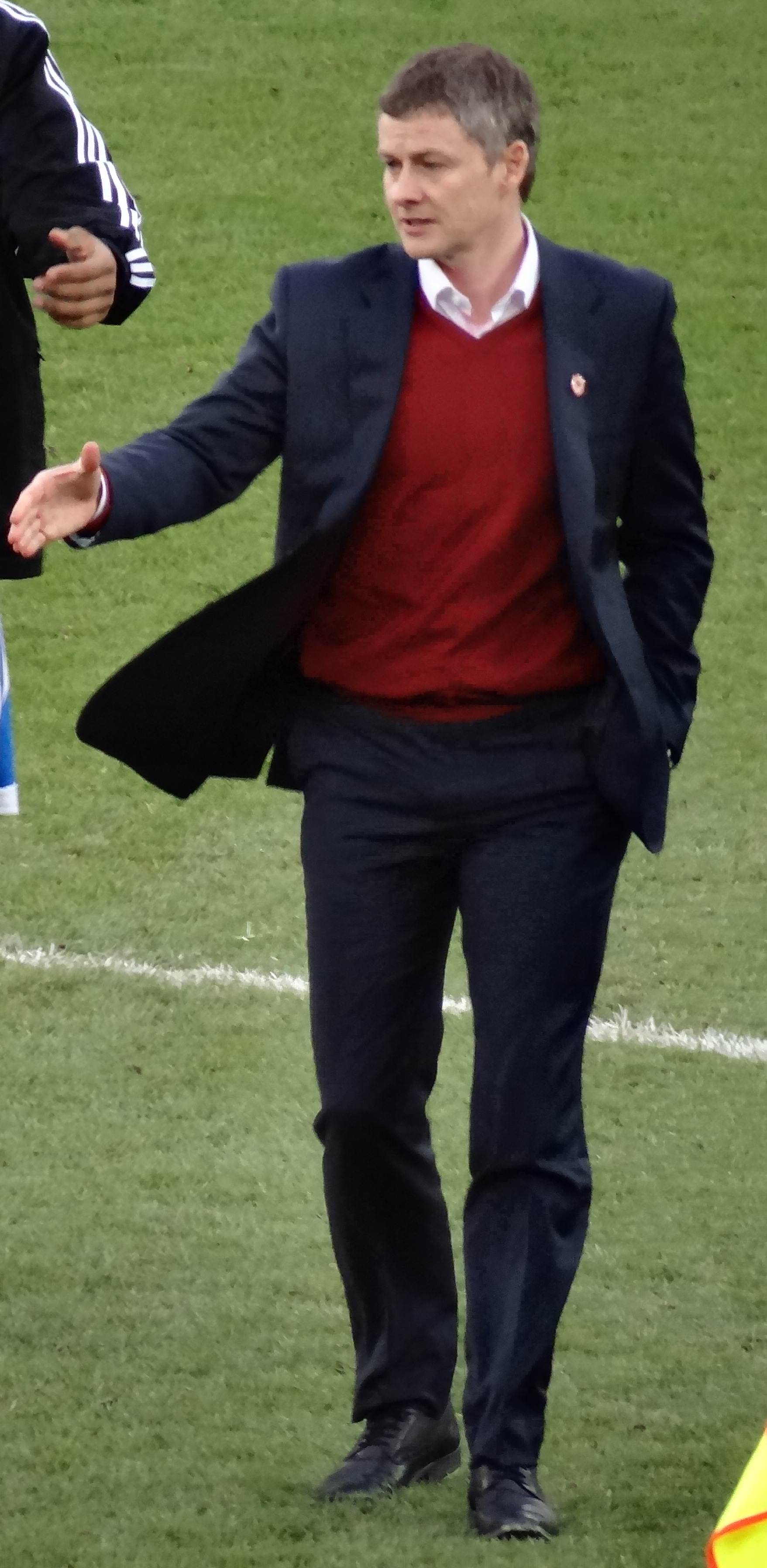
Como entrenador del Cardiff City F. C.

El 2 de enero de 2014, es anunciado como nuevo técnico del Cardiff City, pero no pudo evitar el descenso del conjunto galés. Continuó en el banquillo en la siguiente temporada, pero acabó dejando el club en septiembre de 2014 por los malos resultados conseguidos.

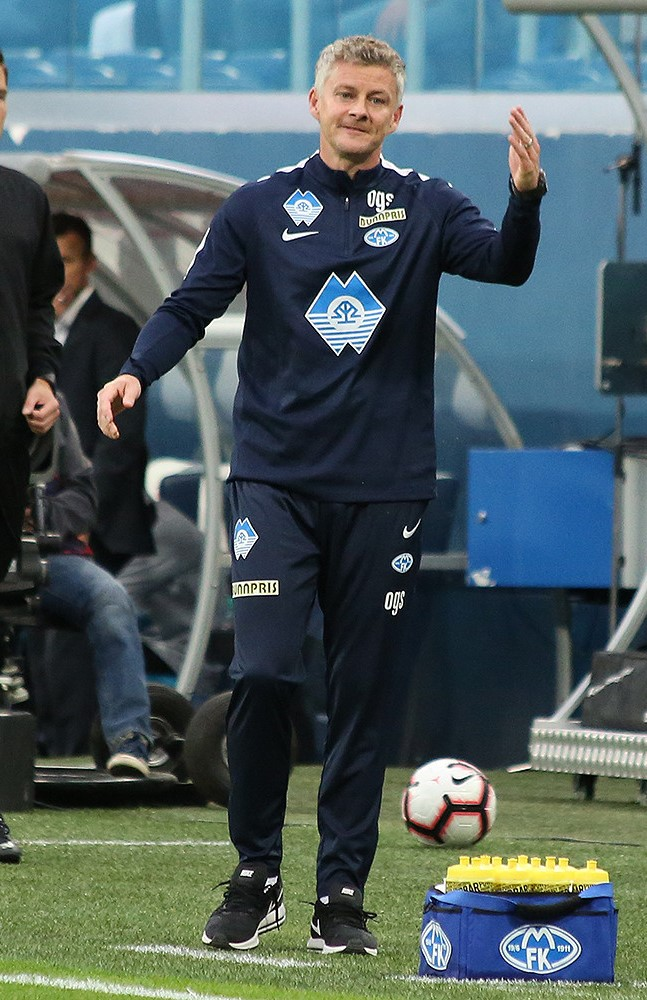
Dirigiendo al Molde FK en su última temporada con el club (2018).

En octubre de 2015, regresa al Molde.
El 19 de diciembre de 2018, es anunciado como nuevo entrenador del Manchester United FC para suplir a José Mourinho. El 29 de marzo de 2019, tras lograr 14 victorias, 2 empates y 3 derrotas, renovó su contrato con el club hasta 2022. Logró regresar al Manchester United a la Liga de Campeones después de su ausencia en la temporada 2019-20.
El 12 de enero de 2021 colocó al Manchester United en la primera posición de la tabla de la premier league, en la jornada 17. El club de "los diablos rojos" no conseguía mantenerse en el primer puesto desde 2013, en la última temporada de Alex Ferguson. En la temporada 2020-21 no pudo ganar ningún título siendo subcampeón a 12 puntos del liderato ante el Manchester City. Logró llevar al Manchester United a la final de la Liga Europa de la UEFA 2020-21 después de 4 años perdiendo ante el Villareal Club de Futbol en el estado Arena Gdansk de Gdansk en Polonia perdiendo en la tandas de Penaltis 11 a 10 fallado por el portero David de Gea igual en la temporada del 2018 en la era de José Mourinho sin obtener ningún título. Sin embargo, el 21 de noviembre fue destituido de su cargo, tras perder contra el Watford por 4-1, dejando al equipo 8.º clasificado con 17 puntos a 12 puntos del liderato siendo sustituido por Ralf Rangnick.
El 17 de enero de 2025, fue anunciado como entrenador del Beşiktaş.

## Selección nacional
Solskjær debutó con la selección absoluta noruega el 26 de noviembre de 1995 en un partido amistoso, frente a Jamaica. El partido acabó en empate (1-1) y Ole Gunnar marcó el gol para Noruega. Durante la clasificación para el Mundial de Francia 98 anotó otros tres tantos.
Participó en el Mundial de 1998 y en la Eurocopa del 2000, en los cuales formó equipo con Tore André Flo convirtiéndose así en una de las parejas atacantes más determinantes de la historia de Noruega.
El 2 de septiembre de 2006, durante la clasificación para la Eurocopa de 2008, Solskjær anotó sus últimos dos goles con la selección, frente al combinado de Hungría, alcanzando un total de 23 tantos.
Su última aparición fue en febrero de 2007 frente a la selección de Croacia, consiguiendo así un récord de 67 participaciones.

### Participaciones en Copas del Mundo
| Mundial                        | Sede    | Resultado    |
| ------------------------------ | ------- | ------------ |
| Copa Mundial de Fútbol de 1998 | Francia | Segunda fase |

### Participaciones en Eurocopas
| Eurocopa      | Sede                   | Resultado    |
| ------------- | ---------------------- | ------------ |
| Eurocopa 2000 | Bélgica y Países Bajos | Primera fase |

## Clubes

### Como jugador
| Club              | País       | Año         | Part. | Goles | Prom. |
| ----------------- | ---------- | ----------- | ----- | ----- | ----- |
| Clausenengen      | Noruega    | 1990 - 1994 | 109   | 115   | 1.06  |
| Molde             | Noruega    | 1994 - 1996 | 50    | 40    | 0.8   |
| Manchester United | Inglaterra | 1996 - 2007 | 365   | 127   | 0.35  |
| Total             | Total      | 1990 - 2007 | 524   | 282   | 0.54  |

## Estadísticas como entrenador
| Equipo                       | Div.                | Temporada           | Liga | Liga | Liga | Liga | Liga |    | Copa | Copa | Copa | Copa |    | Internacional | Internacional | Internacional | Internacional | Internacional |   | Otros | Otros | Otros | Otros |     | Totales     | Totales | Totales | Totales | Totales | Totales | Totales | Totales |
| Equipo                       | Div.                | Temporada           | PD   | G    | E    | P    | Pos. | PD | G    | E    | P    | PD   | G  | E             | P             | Pos.          | PD            | G             | E | P     | PD    | G     | E     | P   | Rendimiento | GF      | GC      | Dif.    |         |         |         |         |
| ---------------------------- | ------------------- | ------------------- | ---- | ---- | ---- | ---- | ---- | -- | ---- | ---- | ---- | ---- | -- | ------------- | ------------- | ------------- | ------------- | ------------- | - | ----- | ----- | ----- | ----- | --- | ----------- | ------- | ------- | ------- | ------- | ------- | ------- | ------- |
| Molde · Noruega              | 1.ª                 | 2011                | 30   | 17   | 7    | 6    | 1.º  | 5  | 4    | 0    | 1    | -    | -  | -             | -             | -             | -             | -             | - | -     | 35    | 21    | 7     | 7   | 66.67%      | 80      | 43      | +37     |         |         |         |         |
| Molde · Noruega              | 1.ª                 | 2012                | 30   | 19   | 6    | 5    | 1.º  | 6  | 5    | 0    | 1    | 12   | 5  | 2             | 5             | FG            | -             | -             | - | -     | 48    | 29    | 8     | 11  | 65.98%      | 82      | 51      | +31     |         |         |         |         |
| Molde · Noruega              | 1.ª                 | 2013                | 30   | 12   | 8    | 10   | 6.º  | 7  | 5    | 2    | 0    | 6    | 2  | 2             | 2             | RC            | -             | -             | - | -     | 43    | 19    | 12    | 12  | 53.49%      | 77      | 51      | +26     |         |         |         |         |
| Cardiff City Gales           | 1.ª                 | 2013-14             | 18   | 3    | 3    | 12   | 20.º | 3  | 2    | 1    | 0    | -    | -  | -             | -             | -             | -             | -             | - | -     | 21    | 5     | 3     | 13  | 28.57%      | 21      | 45      | -24     |         |         |         |         |
| Cardiff City Gales           | 2.ª                 | 2014-15             | 7    | 2    | 2    | 3    | Inc. | 2  | 2    | 0    | 0    | -    | -  | -             | -             | -             | -             | -             | - | -     | 9     | 4     | 2     | 3   | 51.85%      | 13      | 12      | +1      |         |         |         |         |
| Cardiff City Gales           | Total               | Total               | 25   | 5    | 5    | 15   | -    | 5  | 4    | 1    | 0    | -    | -  | -             | -             | -             | -             | -             | - | -     | 30    | 9     | 5     | 16  | 35.56%      | 34      | 57      | -23     |         |         |         |         |
| Molde · Noruega              | 1.ª                 | 2015                | 3    | 3    | 0    | 0    | 6.º  | -  | -    | -    | -    | -    | -  | -             | -             | -             | -             | -             | - | -     | 3     | 3     | 0     | 0   | 100%        | 9       | 2       | +7      |         |         |         |         |
| Molde · Noruega              | 1.ª                 | 2016                | 30   | 13   | 6    | 11   | 5.º  | 3  | 2    | 0    | 1    | 6    | 3  | 1             | 2             | 1/16          | -             | -             | - | -     | 39    | 18    | 7     | 14  | 52.13%      | 65      | 54      | +11     |         |         |         |         |
| Molde · Noruega              | 1.ª                 | 2017                | 30   | 16   | 6    | 8    | 2.º  | 6  | 5    | 1    | 0    | -    | -  | -             | -             | -             | -             | -             | - | -     | 36    | 21    | 7     | 8   | 64.81%      | 61      | 43      | +18     |         |         |         |         |
| Molde · Noruega              | 1.ª                 | 2018                | 30   | 18   | 5    | 7    | 2.º  | 2  | 1    | 0    | 1    | 8    | 5  | 1             | 2             | RC            | -             | -             | - | -     | 40    | 24    | 6     | 10  | 65%         | 86      | 45      | +41     |         |         |         |         |
| Molde · Noruega              | Total               | Total               | 183  | 98   | 38   | 47   | -    | 29 | 22   | 3    | 4    | 32   | 15 | 6             | 11            | -             | -             | -             | - | -     | 244   | 135   | 47    | 62  | 61.75%      | 450     | 289     | +161    |         |         |         |         |
| Manchester United Inglaterra | 1.ª                 | 2018-19             | 21   | 12   | 4    | 5    | 6.º  | 4  | 3    | 0    | 1    | 4    | 1  | 0             | 3             | 1/4           | -             | -             | - | -     | 29    | 16    | 4     | 9   | 59.77%      | 47      | 35      | +12     |         |         |         |         |
| Manchester United Inglaterra | 1.ª                 | 2019-20             | 38   | 18   | 12   | 8    | 3.º  | 11 | 7    | 2    | 2    | 12   | 8  | 2             | 2             | 1/2           | -             | -             | - | -     | 61    | 33    | 16    | 12  | 62.84%      | 112     | 51      | +61     |         |         |         |         |
| Manchester United Inglaterra | 1.ª                 | 2020-21             | 38   | 21   | 11   | 6    | 2.º  | 8  | 6    | 0    | 2    | 15   | 8  | 3             | 4             | 2.º           | -             | -             | - | -     | 61    | 35    | 14    | 12  | 65.03%      | 121     | 68      | +53     |         |         |         |         |
| Manchester United Inglaterra | 1.ª                 | 2021-22             | 12   | 5    | 2    | 5    | Inc. | 1  | 0    | 0    | 1    | 4    | 2  | 1             | 1             | Inc.          | -             | -             | - | -     | 17    | 7     | 3     | 7   | 47.06%      | 28      | 29      | -1      |         |         |         |         |
| Manchester United Inglaterra | Total               | Total               | 109  | 56   | 29   | 24   | -    | 24 | 16   | 2    | 6    | 35   | 19 | 6             | 10            | -             | -             | -             | - | -     | 168   | 91    | 37    | 40  | 61.51%      | 308     | 183     | +125    |         |         |         |         |
| Beşiktaş Turquía             | 1.ª                 | 2024-25             | 17   | 9    | 4    | 4    | 4.º  | 3  | 2    | 0    | 1    | 2    | 1  | 0             | 1             | FG            | -             | -             | - | -     | 22    | 12    | 4     | 6   | 60.61%      | 40      | 22      | +18     |         |         |         |         |
| Beşiktaş Turquía             | 1.ª                 | 2025-26             | 1    | 1    | 0    | 0    | -    | 0  | 0    | 0    | 0    | 4    | 2  | 0             | 2             | -             | -             | -             | - | -     | 5     | 3     | 0     | 2   | 60%         | 11      | 10      | +1      |         |         |         |         |
| Beşiktaş Turquía             | Total               | Total               | 18   | 10   | 4    | 4    | -    | 3  | 2    | 0    | 1    | 6    | 3  | 0             | 3             | -             | -             | -             | - | -     | 27    | 15    | 4     | 8   | 60.5%       | 51      | 32      | +19     |         |         |         |         |
| Total en su carrera          | Total en su carrera | Total en su carrera | 335  | 169  | 76   | 90   | -    | 61 | 44   | 6    | 11   | 73   | 37 | 12            | 24            | -             | -             | -             | - | -     | 469   | 250   | 93    | 126 | 59.91%      | 853     | 561     | +292    |         |         |         |         |
| 1. 2.                        |                     |                     |      |      |      |      |      |    |      |      |      |      |    |               |               |               |               |               |   |       |       |       |       |     |             |         |         |         |         |         |         |         |

### Resumen por competiciones
| Competición                  | Partidos | Ganados | Empatados | Perdidos | %      | Resultado        |
| ---------------------------- | -------- | ------- | --------- | -------- | ------ | ---------------- |
| Eliteserien                  | 183      | 98      | 38        | 47       | 60.47% | Campeón          |
| Copa de Noruega              | 29       | 22      | 3         | 4        | 79.31% | Campeón          |
| EFL Championship             | 7        | 2       | 2         | 3        | 38.09% | 17.º lugar       |
| Premier League               | 127      | 59      | 32        | 36       | 54.86% | Subcampeón       |
| FA Cup                       | 17       | 12      | 1         | 4        | 72.55% | Semifinales      |
| EFL Cup                      | 12       | 8       | 1         | 3        | 69.45% | Semifinales      |
| SüperLig                     | 18       | 10      | 4         | 4        | 62.97% | 4.º lugar        |
| Copa de Turquía              | 3        | 2       | 0         | 1        | 66.67% | Cuartos de final |
| Liga de Campeones de la UEFA | 22       | 9       | 5         | 8        | 48.49% | Cuartos de final |
| Liga Europa de la UEFA       | 49       | 26      | 7         | 16       | 57.82% | Subcampeón       |
| Liga Conferencia de la UEFA  | 2        | 2       | 0         | 0        | 100%   | En disputa       |
| TOTAL                        | 469      | 250     | 93        | 126      | 59.91% | 3 Títulos        |

## Palmarés

### Como jugador

#### Títulos nacionales
| Título           | Club              | País       | Año       |
| ---------------- | ----------------- | ---------- | --------- |
| Premier League   | Manchester United | Inglaterra | 1996-97   |
| Charity Shield   | Manchester United | Inglaterra | 1996      |
| Premier League   | Manchester United | Inglaterra | 1998-99   |
| FA Cup           | Manchester United | Inglaterra | 1998-99   |
| Premier League   | Manchester United | Inglaterra | 1999-2000 |
| Premier League   | Manchester United | Inglaterra | 2000-01   |
| Premier League   | Manchester United | Inglaterra | 2002-03   |
| Community Shield | Manchester United | Inglaterra | 2003      |
| FA Cup           | Manchester United | Inglaterra | 2003-04   |
| Premier League   | Manchester United | Inglaterra | 2006-07   |

#### Títulos internacionales
| Título                       | Club              | País   | Año     |
| ---------------------------- | ----------------- | ------ | ------- |
| Liga de Campeones de la UEFA | Manchester United | España | 1998-99 |
| Copa Intercontinental        | Manchester United | Japón  | 1999    |

### Como entrenador

#### Títulos nacionales
| Título          | Club  | País    | Año  |
| --------------- | ----- | ------- | ---- |
| Eliteserien     | Molde | Noruega | 2011 |
| Eliteserien     | Molde | Noruega | 2012 |
| Copa de Noruega | Molde | Noruega | 2013 |

### Distinciones individuales
| Distinción                           | Año        |
| ------------------------------------ | ---------- |
| Premio Kniksen                       | 1996       |
| Premio Kniksen de Honor              | 2007       |
| Premio Peer Gynt                     | 2009       |
| Premio Kniksen al Entrenador del Año | 2011, 2012 |

### Condecoraciones
| Distinción                                         | Año  |
| -------------------------------------------------- | ---- |
| Caballero de primera clase de la Orden de San Olaf | 2007 |

## Vida personal
Solskjær vive en Bramhall junto con su esposa, Silje, y sus tres hijos, Noah, Karna y Elijah. Recientemente admitió que él no es el futbolista favorito de su hijo Noah, sino que es Wayne Rooney.
En noviembre de 2007, Solskjær fue nombrado caballero de primera clase de la Orden de San Olaf por el rey Harald V de Noruega.